# Battaglia di Santa Croce di Magliano
La battaglia di Santa Croce di Magliano fu un evento bellico del brigantaggio postunitario italiano, che vide la distruzione dell'intera 13ª compagnia del 35º reggimento di Fanteria da parte della banda di Michele Caruso. 

## Il contesto storico
Nel febbraio 1863, dopo innumerevoli saccheggi da parte del brigante Michele Caruso, il capitano Giuseppe Rotta (o Rota) ex garibaldino dei Mille, fu incaricato della repressione. Decise di sorprendere Caruso, la cui banda contava circa 100 tra contadini e ex-soldati. Per sorprenderlo, Rotta organizzò una spedizione composta da 37 soldati, 50 guardie nazionali e 2 carabinieri. Caruso, però, sfuggì al garibaldino e radunò uomini di altre bande, arrivando a 200 briganti, con i quali predispose un'imboscata a Santa Croce di Magliano.

## Lo svolgimento
Caruso fece avanzare alcuni insorti per spingere Rotta all'inseguimento per poi circondarlo con i suoi uomini. Il reparto della Guardia nazionale aveva rifiutato di proseguire per timore di un agguato. Rotta invece avanzò con la sua compagnia, ma venne circondato. Morto il suo vice e molti dei soldati, il capitano già ferito mortalmente al fianco, si tirò un colpo di revolver nella tempia sinistra e cadde dal cavallo. Alla fine l'intero drappello venne distrutto: solo sette feriti, fingendosi morti, riuscirono a sfuggire alla cattura.